# 雷納泰足球會
雷納泰足球會（Associazione Calcio Renate）是一支位於意大利雷纳泰的職業足球會，目前於意大利足球丙级联赛角逐。

## 外部連結
- Official homepage （页面存档备份，存于）